# Anoectangium taeniatifolium
Anoectangium taeniatifolium là một loài Rêu trong họ Pottiaceae. Loài này được (Herzog) M.O. Hill mô tả khoa học đầu tiên năm 1981.